# Scheda internazionale di sicurezza chimica
Le Schede internazionali di sicurezza chimica (in inglese ICSC, acronimo di "International Chemical Safety Cards") sono documenti che riassumono dati inerenti all'uso sicuro di una determinata sostanza chimica e ai rischi e pericoli che utilizzare tale sostanza comporta. Le schede sono preparate nell'ambito del Programma internazionale per la sicurezza chimica in collaborazione con la Commissione europea e con altre istituzioni sovranazionali di carattere scientifico.
Le schede sono pubblicate in lingua inglese sulla base di un modello contenente diverse centinaia di frasi standard, facilitando così la traduzione in altre lingue, dalle quali vengono selezionate quelle prioritarie per una determinata sostanza (ad esempio, nel caso in cui un composto chimico tossico o cancerogeno venga impiegato nell'industria o in farmacologia in uno o più Stati dove una specifica lingua è ufficiale). Attualmente le schede sono tradotte in sedici lingue (italiano, cinese, finlandese, francese, hindi, spagnolo, giapponese, coreano, olandese, tedesco, polacco, russo, swahili, thailandese, urdu, ungherese). Al 3 aprile 2025, queste schede descrivevano un totale di 1785 sostanze chimiche diverse.